# Petra Vlhová
Petra Vlhová, född 13 juni 1995 i Liptovský Mikuláš i Slovakien, är en slovakisk alpin skidåkare. Hon tävlar främst i storslalom och slalom.
Vlhová gjorde sin debut i världscupen 29 december 2012 i Semmering. Sin första seger tog hon i slalom 13 december 2015 i Åre.
År 2012 tog hon guld i slalom vid OS för ungdomar. Två månader senare blev hon bronsmedaljör vid juniorvärldsmästerskapen, även då i slalom. Hon blev likaledes slovakisk mästare i slalom detta år. År 2014 vann hon guld i slalom vid juniorvärldsmästerskapen i Jasná.
Sina första individuella medaljer i ett stort mästerskap vann Vlhová i VM i Åre 2019 där hon tog tre medaljer: guld i storslalom, silver i kombination och brons i slalom.

## Världscupsegrar
Vlhová har 18 segrar i världscupen: elva i slalom, fyra i storslalom och tre i parallellslalom.
| Säsong  | Nr | Datum            | Plats                     | Disciplin           |
| ------- | -- | ---------------- | ------------------------- | ------------------- |
| 2016/17 | 1  | 13 december 2016 | Åre, Sverige              | Slalom              |
| 2016/17 | 2  | 18 mars 2017     | Aspen, USA                | Slalom              |
| 2017/18 | 3  | 11 november 2017 | Levi, Finland             | Slalom              |
| 2017/18 | 4  | 28 januari 2018  | Lenzerheide, Schweiz      | Slalom              |
| 2018/19 | 5  | 28 december 2018 | Semmering, Österrike      | Storslalom          |
| 2018/19 | 6  | 1 januari 2019   | Oslo, Norge               | Parallellslalom     |
| 2018/19 | 7  | 8 januari 2019   | Flachau, Österrike        | Slalom              |
| 2018/19 | 8  | 1 februari 2019  | Maribor, Slovenien        | Storslalom          |
| 2018/19 | 9  | 8 mars 2019      | Špindlerův Mlýn, Tjeckien | Storslalom          |
| 2019/20 | 10 | 15 december 2019 | Sankt Moritz, Schweiz     | Parallellslalom     |
| 2019/20 | 11 | 4 januari 2020   | Zagreb, Kroatien          | Slalom              |
| 2019/20 | 12 | 14 januari 2020  | Flachau, Österrike        | Slalom              |
| 2019/20 | 13 | 18 januari 2020  | Sestriere, Italien        | Storslalom          |
| 2019/20 | 14 | 16 februari 2020 | Kranjska Gora, Slovenien  | Slalom              |
| 2020/21 | 15 | 21 november 2020 | Levi, Finland             | Slalom              |
| 2020/21 | 16 | 22 november 2020 | Levi, Finland             | Slalom              |
| 2020/21 | 17 | 26 november 2020 | Lech/Zürs, Österrike      | Parallellstorslalom |
| 2020/21 | 18 | 3 januari 2021   | Zagreb, Kroatien          | Slalom              |

### Fotnoter
1. ↑  Juho Teir (13 december 2015). ”Slovakiska förstörde den svenska festen i Åre”. Svenska Yle. https://svenska.yle.fi/artikel/2015/12/13/slovakiska-forstorde-den-svenska-festen-i-are. Läst 28 december 2018.